# Vila Velha de Ródão (freguesia)
Vila Velha de Ródão is een plaats (freguesia) in de Portugese gemeente Vila Velha de Ródão en telt 2056 inwoners (2001).